# 新約「巨人の星」花形
『新約「巨人の星」花形』（しんやくきょじんのほしはながた）は、村上よしゆきによる日本の漫画作品。梶原一騎・川崎のぼるの原作『巨人の星』の舞台を21世紀初頭に移し、リニューアルした作品である。『週刊少年マガジン』（講談社）にて、2006年36・37合併号から2011年4・5合併号まで連載された。

## 概要
1966年から1971年まで連載されていた『巨人の星』のリニューアル作品。主人公を星飛雄馬から花形満に変更し、設定を現代に置き換える形で連載するというのが編集部の方針とのことである。
『巨人の星』を星飛雄馬のライバル・花形満の視点から描いた作品には2002年にWOWOWで放送されたアニメ『巨人の星【特別篇】 猛虎 花形満』が存在するが、本作はそれとは異なり21世紀初頭が舞台で、『巨人の星』とは登場人物の名称こそ同じであるが、設定が異なっているなど、異なる時代と人生を描いたパラレルワールド作品となっている。また、プロ野球への入団後については描かれていない。
ストーリーは原作の流れを追いながらも、花形満が主人公ということで本作オリジナルの登場人物が多く登場すると共に、展開もオリジナル色が強い（序盤の展開はほぼオリジナル、飛雄馬の登場より原作の内容を踏まえて進んでいく）。原作登場人物は容姿を元の雰囲気を残しつつも、左門や伴の顔など一部を除いて多くがかなり現代風にアレンジされている。また、現代に舞台を移したことによる、原作の時代との野球理論の差異を現代的にアレンジする一方（大リーグ養成ギプスがその典型）、一徹による高校でのシゴキや過剰とも言える登場人物たちの自己訓練などに見られるように、原作がそうであったスポ根色はしっかりと受け継がれている。
作品自体の特色としては、有名な言葉（花形は主にシェークスピアの言葉を愛用）や有名な作品、豆知識や花言葉などを多く引用している事が挙げられる。
また、サブタイトルにたびたびBUMP OF CHICKENなど様々なミュージシャンの楽曲のタイトルが用いられる。

## ストーリー

### 中学時代

#### 序編（1〜4話）
話は甲子園決勝戦、紅洋高校対青雲高校より数年前に遡るところから始まる。
中学校に進学し、野球部への入部を目指した主人公・花形満は野球部の状況が惨憺たるものであることを知り、野球部の部員に野球で勝負を挑む。しかし、リトルリーグ時代に壊した肩が原因で球が上手く投げられず、部員たちからバカにされる中、部員の一人黒沢影人に打者として勝負を挑む。結果はピッチャーフライに終わるものの、決め球の高速スライダーを打たれた黒沢は花形の実力を認め、暴力事件で試合が出来ない野球部にはかかわらずにシニアリーグへ行くよう勧める。しかし花形は黒沢と同じチームでプレーすることを求めこれを拒否。黒沢は、花形と天野が野球部をあきらめるためには野球部を廃部にするしかないと考え、再び暴力事件を起こし、野球部は遂に完全に廃部となってしまう。

#### ブラックシャドウズ編（5話〜）
花形や天野、それに黒沢も加わり、野球部は草野球チーム・ブラックシャドウズとして再編成され、活動を再開する。当初は野球をすることに困惑する他の部員達だったが、花形の現状を嘲笑するレイジへの反感から団結。試合を挑み、そのほとんどが素人のブラックシャドウズであったがシニアの強豪チームを相手に接戦を繰り広げ、最後は逆転勝ちを果たす。この試合を通じて赤川や桜庭をはじめ、メンバーが野球の楽しさに目覚めた。試合後、花形はボールを拾った一人の少年と一瞬顔を合わせるが、この時の少年が後の花形の人生に大きな影響を及ぼす事など、知る由もなかった…。
その後も幾つもの試合を重ねてゆくうちに、謎の草野球チームとして噂が広がってゆく。そんなある日、黒沢に高校野球の名門・帝都高校の推薦が舞い込む。その話は廃部となった野球部の元顧問の尽力によってもたらされ、さらにはその結果次第で野球部を復活させられるというものだった。黒沢を始め花形達も歓喜に溢れていたが、そんな花形達の前に金属バットを振り下ろす狂気に満ちた不良少年が現れる。野球部廃部の決定的な要因を作り、更には自らの推薦を潰した黒沢を憎む彼の名は滝洋一。彼はブラックシャドウズのメンバーを潰し、不良を煽動して黒沢の推薦を潰そうと暗躍していた。ブラックシャドウズや花形は辛くも滝を退け、黒沢は帝都学園の推薦に見事合格する。しかし、その帰路で天野・花形・黒沢の前に再び滝が現れる。滝は三人に近づこうとしたが、滝は接近するトラックの前に飛び出してしまう。滝は一命を取り留めたものの、滝を助けた黒沢が代わりとなる形で轢かれてしまう。滝は黒沢に和解を申し出に来ただけであり、やり場のない『事故』により、黒沢は二度と歩く事すらできなくなってしまう。
その事件があってブラックシャドウズは解散し、花形は野球をやめてしまった。

#### 邂逅編（29話〜）
花形満、15歳（中学3年）。2年前の事件を悔やみ引き摺り続ける彼の前に赤川が現れ、彼は花形に共に甲子園を目指さないか、と持ちかける。野球への情熱に感じるものはありながら、それでも花形が再び野球をすることを躊躇うのは黒沢という『超えるべき絶対目標』を失ったことにあった。それから期せずして数日後、かつての相棒・藤原新と再会し、とある草野球試合を観戦することになるが、超えるものを見失った退屈さや苛立ち、虚しさから、その場を去ろうとする。しかし、そんな花形を一人の少年が止める。少年の名は、星飛雄馬。
花形満と星飛雄馬、2人の少年の邂逅。遂に、運命の歯車が動き出そうとしていた…。

### 高校時代

#### 紅洋高校・花形満編（40話〜）
高校入学直後から容姿端麗、文武両道、成績優秀と、何かと話題を集める花形。
野球部には古馴染である赤川や桜庭をはじめ、投手として野球を続けていた滝がいた。入部時の挨拶で甲子園優勝を掲げ、場の度肝を抜くが、そこに待っていたのは、一年生はボールにすら触らせないという部の伝統と、それを頑なに貫く副キャプテン大泉洋輔の存在であった。
沈黙を守る花形の前に、天才であろうとも試合に出られないのならば意味はないのでは、との言葉を投げかける謎の部員。それに対し、言葉が駄目ならば、実力を見せつけて考えを変えさせるまで、とあくまで闘志を燃やし続ける花形。毎年恒例である一年生対上級生の紅白戦で、花形は野球部の伝統を打ち倒そうとする。

#### 青雲高校・星飛雄馬編（63話〜）
遡る事、春。青雲高校に入学した星飛雄馬は、青雲野球部のキャプテンとなっていた天野に連れられ野球部の元を訪れる。しかしそこに広がっていたのは練習試合でボロ負けムード、エース小宮の横柄な態度、弱小野球部が甲子園を目指すという天野の理想論など、彼らとの温度差に飛雄馬は失望する。
怪我の交代としてレフトで出場した飛雄馬は、驚異的なバックホームの返球で場を驚愕させる。騒然となったグラウンドの空気を打ち破って乱入してきたのは、大敗の惨状に激昂した応援団長伴宙太。怒り狂う彼に全く怯むこと無く噛み付く飛雄馬。睨み合いの末の伴の思い付きから、リリーフすることとなった飛雄馬と、誰もが捕れないであろうその球を捕ると豪語する伴。
「野球はそんなに甘くない!」その言葉とともに飛雄馬が投じたその1球が、その後の青雲高校を引っ張って行くバッテリーの最初の1球となるのだった。

#### 紅洋高校 VS 青雲高校・練習試合編
伝統を打ち破り、晴れて紅洋のメンバーとして試合への出場が決まった花形を中心とする1年は、練習試合を迎えることになったが、その練習相手となる高校は、花形が再戦を待ち望んでいた星飛雄馬の所属する青雲高校であった。試合前に飛雄馬と再会した花形は、宣戦布告を申し入れようとするが、青雲側のリーダー格である天野は、飛雄馬がマウンドに出ると試合にならないと判断して彼の出場を禁止し、飛雄馬もまた前日の勝負で不甲斐無い結果を出した花形を相手にしようとはしなかった。しかし花形は諦めず、飛雄馬がマウンドに出ざるを得なくする事を考える。
練習試合が始まり、始めは両校互角といえる展開を見せたが、青雲側で投手を担当する小宮は喘息持ちというリスクから次第に追い込まれていく状況になり、今まで使わなかった敬遠という手段を用いてでも奮闘しようとするが、5回目にて限界を迎え、飛雄馬に投手を託す。
ようやく試合に出場した飛雄馬と伴のバッテリー。小柄で大人しい外見をした飛雄馬に、花形を除いた紅洋側のメンバーは、それほどの脅威では無いと判断しタカを括っていたが、飛雄馬がブルペンの最後に本気の投球をした瞬間…その場にいた紅洋と試合の観戦に来ていた釜倉学園野球部メンバーの表情から笑顔が消え去った。本気を出した飛雄馬のその投球はもはや、高校球児のレベルから完全に逸脱した豪速球であり、それを見た者達に植え付けられたのは、恐怖そのものであった。だがそんな中、花形一人は待ち望んでいた飛雄馬との勝負に心躍らせ、ついに飛雄馬との一騎討ちを迎えた時、花形は自らと飛雄馬の間にあった因縁に気付き、自分が今まで何の為に野球をやっていたのかについて悟る。
また、その試合を遅れて観戦しに来た一人の男がいた。その手に持っていたのは、花形の場外ホームランボール。その打球の主・花形を自分と同等の選手と認め、偵察に来たのだった。彼の名は左門豊作。熊本農林高校野球部キャプテンの4番で「弾丸ライナー」の異名を持つ、花形にも引けを取らない驚異的な打者であった。また一つ、運命の出会いが起ころうとしていた。

#### 夏の甲子園・地方大会編
花形を中心に一丸となった紅洋高校は抽選会の会場で、マスコミや他校の前で高らかに優勝宣言を行う。
そしてそれは昨年の覇者・海王大付属高校の四番打者である獅童巌にも届いていた。
開会式の直前、花形はアイドルグループ「オーロラ三人娘」の誘拐事件に遭遇。
事件を解決に導いた花形だったが、足に怪我を負ってしまう。
花形は怪我を抱えながらも初戦で由比浜高校を倒し、紅洋高校は二回戦に進む。
しかし、二回戦の相手・横須賀学館高校はシード校で、魔球を持つエース・巳土里長太郎を擁していた。
格上の相手で肝心の花形は怪我、さらに巳土里の卑劣な策略が花形をさらに蝕む。
紅洋高校は絶体絶命の状況に追い込まれる…。

## 登場人物

### 主要人物
花形満（はながた みつる）
本作の主人公。右投右打でポジションはファースト。優れた動体視力と人並み外れたスイングスピードが主な武器。大企業「花形モータース」の御曹司。物語は彼が13歳・中学入学時より始まる。
極めて真っ直ぐで正義感の強い性格。また、他者への振る舞いは紳士的かつ優雅であり、特に「野球の道具を粗末に扱うこと」と「女性に乱暴を振るうこと」を頑なに由としない信条の持ち主。心情表現や労り、鼓舞などの場面でシェークスピアの言の引用、あるいは花言葉を用いる。これらの一面は幼少期にイギリスで共に過ごした母の、厳しくも暖かい教育と、母の逝去を期に日本へ帰国した経緯が影響している（黒沢の事故の際、自身の無力さを噛み締めた一言「僕は、徒花だ…」は母の言葉でもあるが）。母には少なからず思慕を抱いている。
中学生時代は少し自信家な点と人一倍の正義感を除けばどこにでもいそうな中学生で、喧嘩は人並みで身長も低い。
中学3年時には体格が大きく成長し、喧嘩も相当強い（パンチ一発で人が吹っ飛ぶ）。身体能力・技術・頭脳共に他を圧倒しており、特に走力は100m走11秒を切り、パワーは巨漢・怪力の伴宙太との腕相撲勝負を互角以上に渡りあえるほどのものになっている。そうした天性の素質に加え、常軌を逸する練習の繰り返しが彼の圧倒的な実力を形作っている。また、容姿端麗でもある為に、多くの女性達に想いを寄せられている。
野球、特に飛雄馬に関すると感情的になりがち部分があり、紅洋VS青雲の練習試合の結果においては、試合後も飛雄馬にバカ呼ばわりされて怒り出すなど、ムキになって言い争う一面を見せた。また、若干傲慢な部分があるものの、天才打者としての揺ぎ無い自信があるために、ライバル選手から「天才である自分の存在を無視」されてしまうと、落ち込んだり、激怒したりと感情の起伏が激しくなる。
小学生の頃はリトルリーグの桜町リトルで藤原新とバッテリーを組み、全国大会優勝をするなど天才投手として活躍していたが、無茶な練習を重ねた事が原因で肩を壊していた。花形自身は治るものだと思っていたが、入学式当日の野球部員や黒沢影人との対戦の中で、己の投手としての選手生命が断たれていることを思い知る。だが野球への強い思いを捨て切れず、打者として再起。熱意と才能を武器に打者として力を開花させていく。野球部が廃部になってからも草野球チーム「ブラックシャドウズ」の監督兼リーダーとして活動していたが、黒沢の交通事故が原因で野球を辞めてしまう。
事件後、自らの地位を自虐的に捉えて、喧嘩や無免許運転等素行が荒れ果てた不良として一年余を過ごすが、高校に進学した赤川に紅洋高校の野球部へ誘われた事、また偶然居合わせた草野球試合で星飛雄馬の投球に魅せられた事から、野球への情熱を再燃させる。後日飛雄馬を捜し回る際再会した明子と共に居た所で練習帰りの一徹と飛雄馬に遭遇。本気の飛雄馬に勝負を挑むも一球も掠れずに惨敗。さらには2人に『飛雄馬の限界を図る為の練習台』扱いされていた事を知り、圧倒的過ぎる実力差を思い知らされると共に黒沢に認められた「天才」としてのプライドをことごとく粉砕され、かつて無いまでの挫折と屈辱のあまり、思わずその場で泣き崩れる。しかし一徹は、ボールにすら全く掠ることもできなかったのはバッターとしての経験が浅いためで、経験を積めば将来飛雄馬のライバルになりうる存在、と評価した。
二度にわたる飛雄馬との対戦により、前進を決意した彼は黒沢に再び野球を始めることを告げ、花形が超えられなかった黒沢をも超える投手である星飛雄馬の打倒、そして誰よりも凄い打者になることを誓い、予定されていたイギリスへの留学を直前撤回、紅洋高校に進学する。
紅洋高校に入学後は野球部の伝統に真っ向から反旗を翻し、1年対2・3年の試合で1年生チームを牽引。彼の驚異的な活躍により新海や大泉をはじめとした部員達の態度や心境を改めさせ、甲子園優勝を掲げ部を一致団結させることに成功。4番打者としてチームの中心人物となる。父からはロンドンへの再留学を強要されるが、1年生の間に甲子園での優勝を条件に日本滞在を許される。
今や彼には星飛雄馬を倒すことこそが野球をする（続ける）理由であり、それを成すことこそが、（黒沢に認められながらも、飛雄馬への敗北により失ってしまった）自身が「天才」であることの証明になる、だと捉えている。飛雄馬との激突は必ず訪れる・運命によって定められている、と信じて疑わない程にその執念は強い。
青雲高校との練習試合では二打席の激突の末、結果だけで見れば花形は負けてしまう（投直と三塁打）が、飛雄馬が自身をライバルとして認め、再戦を誓い合えたことに喜びを噛み締めている。
母の面影を感じた星明子には、初対面時で一目惚れにも近い恋心を抱き、それからというもの再会のきっかけを窺っていた。そして彼女の窮地を救ったことを機にデートを取り付け、思いの丈を打ち明けるが、彼女が宿敵である飛雄馬の姉であるがゆえに、想いを届かせる道の険しさを痛感する。
星飛雄馬（ほし ひゅうま）
原作『巨人の星』の主人公にして、本作における花形の人生の宿敵となる少年。原作と比べると、やや無口で内向的な印象がある。
原作において描かれていた両頬の3本の線を、傷跡という解釈で描かれているが、どういう理由の傷かの説明は無い。
第1話の1ページ目と、第14話終盤に父・一徹と一緒に登場。偶然にも、父・一徹と共に花形とレイジの試合を目撃しており、ほんのすれ違うような形であるが、花形とも出会っている。その2年後、花形と運命的な再会と邂逅を果たす事になる。
幼少時代より父・一徹の苛烈な野球教育の日々を過ごしたため、彼の価値観や感性に周囲は違和感を覚えることも多い。だが野球への情熱は誰よりも強く、また真摯であり、中途半端に試合を投げ出そうとした花形への威圧、天野に夢を語ることへの覚悟を説く姿、青雲側の都合（伴の乱入）で試合を中断させてしまったことを唯一人真っ先に相手チームに謝るなど、非常に徹底されている。伴に対して発した「野球はそんなに甘くない」の一言は、飛雄馬の野球へのどこまでも深く熱い想いが込められた象徴的な台詞である。ただしその反面、人付き合いは苦手な模様で、青雲高校でも同学年の間では浮いた存在になっているらしい。
小学生低学年頃、一徹により大リーグボール養成ギプスの常時着用を命じられ、その日々は青雲高校入学直前まで続くことになる。当初ギプスの拘束は様々な嫌がらせやいじめの元となるが、耐えに耐えて父と二人三脚で苛烈な練習を積み重ねた日々は、父の不器用な愛情と熱き想いを受け継いだ、かけがえのない時間であり、また飛雄馬の誇りとなっている。そのため、後にギプスの意味を真っ向から否定した花形には激しい敵意を抱く。
中学時代は人前における左手での投球を父・一徹により禁じられ、普段は右手でボールを投げている(原作において生来右利きであり、一徹により左利きに矯正されている。またアニメ版においてはスイッチピッチャーを目指したことがあったが制球力が左に遠く及ばないため諦めている。）。ただしそれでも、驚異的なバックスピンを与えることで、スローボールでも草野球程度の相手ならば、軽く三振を取るくらいの芸当が可能。身長は作中でも低い部類に入るが、一徹の英才教育により鍛え抜かれた身体能力は凄まじく、独特の投球フォームを可能にする卓越したボディバランス、体幹や握力などの底知れぬ強さが随所で垣間見られる。高校での彼の球速は本気を出さずとも常軌を逸するレベルにあり、紅洋ナインからは『腕の振りすら見えない』『投げた瞬間にはミットに収まっている』と、恐怖にも似た戦慄と共に表現される。
花形との初戦では、本気を出した際の圧倒的な威圧感で花形を戦慄させ、凄まじい投球で三振に仕留める。その後再度勝負を挑んできた花形の要求によりギプスを外した状態で対戦するが、投じた43球中、1球も掠ることすら許さず、文字通り完膚なきまでに叩きのめした。
一徹の方針通り青雲高校へ進学。入部直後の練習試合でレフトからのダイレクトでのバックホームや、乱入してきた伴すらも吹き飛ばした彼の投球は部員達が驚愕を通り越し恐怖すら覚えるほどであり、その一匹狼な態度もあわせ天野から青雲高校で野球はできない、と告げられてしまう。しかし飛雄馬の球を捕ろうと全力でぶつかってくる伴に対し、飛雄馬も全力で応じ続ける姿は牧場を始め、正捕手の岡部、他の部員達の心を少しずつ動かしてゆく。そして遂に捕球に成功した伴と互いを認め、友情を誓いあい、最強のバッテリーが誕生する。
紅洋高校との練習試合において三度相見えることになった花形に対し、当初は一度負かした相手として興味を抱かなかった。しかし試合が進む中で飛雄馬を引きずり出さんとする花形の闘志を目の当たりにし、そしていざ対峙した花形に以前と違う迫力を感じ取り、少しだけ本気を出して投じた球を打ち返されたこと、さらには最終回で互いが全力を賭した勝負を経て、花形をライバルとして認め、甲子園での再戦を誓い合う。
一徹による強化練習を終えた際、小宮から背番号「1」を受け継ぎ、チームからも不動のエースとして認められた感動を胸に、花形、左門と誓い合った甲子園での決戦へ向け始動する。

### 中学時代からの登場人物

#### ブラックシャドウズ関係者
黒沢影人（くろさわ かげひと）
花形が入学した中学校野球部の投手。右投右打。190センチ近い長身と後ろ髪が2本の三つ編みという特徴的なヘアースタイルで、口癖は「ひゃはっ!」。中学生離れの速球、アンダースローからの鋭い高速スライダーが武器で、多数の有名高校からスカウトされるほどの実力者。京子という妹がいる。
他校の生徒に恐喝されていた同級生を助けようとし、逆に無抵抗にやられていた天野を助けに入ったことで「暴力事件」として野球推薦を取り消され、さらに野球部は公式・対外試合禁止処分となり、大半の部員が退部してしまう事態を作ってしまった。試合のできない野球部に意味は無い、と自虐に陥った彼は自ら不良と化し、野球部は荒廃の一途を辿ってしまう。
当初は野球に執着する花形を嘲笑していたが、花形の想いに感化され、初めて投じた誰にも打たれたことの無い自身の全力を（ピッチャーフライではあるが）打った花形を「天才」と認め、その花形や天野を案ずるがゆえに部を廃部に追い込むが、抑え込んでいた野球への情熱から花形らと共にブラックシャドウズの一員として再び野球を始める。彼が再び立ち上がったことを知った元野球部顧問の尽力によって名門・帝都高校の野球推薦のチャンスを得る。そのことを知らせるために訪れた滝の家で、結果的に滝を絶望の淵に追い込むことになってしまった自分の行いに気付かされ苦悩するが、自らの受験合格を野球部の復活につなげることをせめてもの償いとして活路を見出す。しかし当日、滝率いる集団暴力事件に遭遇、受験が危ぶまれるが、仲間達の助けと滝への謝罪により場を切り抜け、推薦試験を受験、合格を果たす。その帰路、滝を庇う形で交通事故に遭い、二度と野球ができない体となってしまった。
中学時代の花形には、彼を越える（彼の球を打つ）ことはできなかった。しかし彼の武器である高速スライダーは滝に伝授され、紅洋高校で対峙することとなった滝の投じた「黒沢のスライダー」を花形は打ち破ることに成功している。
懸命にリハビリに励むものの立ち上がるのが精一杯な状態であり、悔しさに涙を噛み締めるが、仲間達には自分に囚われずに、前を向いて進んでいてほしいと願っている。
花形の精神的バイブルともいえるほど、人生や野球への価値観に多大な影響を及ぼした、本作の根底を成すキーパーソンである。
築島月子（つきしま つきこ）
黒沢と同級生の少女。序盤のヒロイン的存在。不良であろうと物怖じしない快活な性格で、無垢な花形はよくからかわれる。
黒沢とは幼馴染でもあり、黒沢は彼女に好意を抱いている。彼の奇抜な髪型は彼女との思い出に影響されている。
黒沢の事故後は髪を切り、進学した高校の生徒会役職に奔走する傍ら、彼の看病を続けている。
天野四郎（あまの しろう）
詳細は「#青雲高校」を参照
赤川剛史（あかがわ つよし）
桜庭朔太郎（さくらば さくたろう）
上記の2人の詳細は「#紅洋高校」を参照
タケ
ブラックシャドーズのメンバーの一人。

#### 花形家関係者
花形満の父親
世界規模の自動車会社・花形モータース社長にして花形満の父親。
海外留学を断る花形に対して、1年で甲子園優勝することを条件に日本滞在・野球を続けさせている。
櫻井美空（さくらい みそら）
花形家の管理を使用人の長として取り仕切るメイド。使用人の間では年齢不詳で知られる（花形の言では20代後半らしい）。花形にとっては姉のような存在であり、彼を暖かく見守っている。
器量良しで相当な美人であり、花形に随伴し他企業との会合パーティーへの出席も許されている（伴はドレス姿の美空を花形の彼女と勘違いする一幕がある）が、傍らでSPを取り仕切っているなど相当の地位が与えられている模様。料理の腕は一流だが、花形が食べてくれないと落ち込むこともしばしば。花形が明子と夕食に繰り出した際には並々ならぬ嫉妬を見せている。
高級車やスポーツカーを尋常ならざる速度で運転できる技術も備えているなど謎が尽きない一面もある。
後藤（ごとう）
花形家の執事を務める初老の男。花形を案ずるゆえに、彼が不良とつるんでいることを快く思っていない。そのため赤川や桜庭には敬遠されている。
幼少の頃から花形の世話を見続けているが故に彼の大器たるエピソードを数多く目の当たりにしており、花形ならばどんな逆境であろうと乗り越えていくと信じて疑っていない。

#### 星飛雄馬の家族
星一徹（ほし いってつ）
飛雄馬と明子の父。かつては巨人軍の伝説的な名サードでもあったが、突然の引退後消息を絶っていた。
「巨人の星」と表する栄光を飛雄馬に掴み取らせることが彼の全てである。そのためには微塵も金を惜しまないため、現在は借金まみれの生活を送っている。
ブラックシャドウズ初の練習試合を飛雄馬とともに目撃しているが、「あんなのは玉遊びだ」と批判している。花形の打者としての素質を見抜き、花形が将来飛雄馬のライバルとなりうる存在であることを直感している。
幼い頃から与えた玩具は野球のボール、バットとグローブのみ、友達すら作ることも遊ぶ間もない程の、徹底・過密・苛烈な練習の日々を飛雄馬に強いてきた。体力・体格的に到底無理な代物ともいえた大リーグボール養成ギプスの着用を強いて、弱音を吐く時には手をあげることもざらな特訓の日々ではあったが、一徹が語る「巨人の星」への想いは飛雄馬に確かに受け継がれ、突き動かし続けた。そして高校入学が間近に迫った春の日に、ギプスの解除を許し、「巨人の星」を飛雄馬が己の手で掴み取ることを願いながら、長きにわたる特訓の日々に終止符を打つ。この頃から床に伏せる姿が目立つようになっている。
英才教育の果てに、飛雄馬の投球は強豪高校にも捕れる者はいないレベルに仕上がっているため、一徹は敢えて青雲高校に進学させた。
後に青雲高校にて、強化練習のコーチを務め、鬼の如きしごきによってメンバー全員をボロ雑巾に等しくするが、徹底的に鍛え上げた事で彼らの甲子園出場への情熱と気力は最大限にまで引き上げられ、彼らの大きな成長を悟り自らコーチを辞退した。
星明子（ほし あきこ）
飛雄馬の姉。腰まで届く黒髪のロングヘアと抜群のスタイル、凛とした瞳が特徴。原作『巨人の星』では花形の妻となる女性であり、この漫画のヒロインともいえる。
母親を亡くした飛雄馬にとっては母親的存在でもある。母性にあふれたあたたかさで弟の飛雄馬を可愛がる一方、父に理想を押し付けられながらも、それにどこまでも従順で自分の制止に従わない彼の姿を不憫に思い、一番傍にありながら、女の自分ではただ見守ることしかできない自分に苦悩している。
幼い頃から星家の家事全般を担うと同時に、生活費の工面と一徹の借金を少しでも減らすためにアルバイトに奔走している。厳しい家庭環境の中で、また鬼のような一徹に育てられたこともあり、高圧的な借金取りに対しても毅然とした対応を見せ、弟には苦労を見せまいとする芯の強さがある。
第29話にてガソリンスタンドの店員として、花形と出会う。初対面の際には、学生である花形が無免許でバイクを乗り回していることに気付き、思わず平手打ちし彼を諌めている。そのことから花形に対しては良い印象を持っていなかったが、その後花形が怪我をした子供を病院に連れて行く手助けをした事や、彼の心優しさ、誠実な人間性に触れたことで認識を改め、心を通わせる事になる。
長きにわたり父の飛雄馬に対する接し方には疑問を抱いてきたが、花形との語らいを機に父の内にあった飛雄馬への愛情に気付くようになる。
飛雄馬とは違い公立高校に通っており、青雲高校に進んだ飛雄馬の高校生活を母のように案じている。
ある日、アルバイトでの窮地を花形に救われたことからそのお礼を提案したところ、デートの誘いを承諾させられることになるが、その中で花形の異性としての魅力に心打たれる。別れ際に花形から告白同然の思いの丈を打ち明けられるが、飛雄馬が一徹と共に歩んでいる棘道を見守り続ける姉として、また弟との決着が自分への想いよりも優先されていることに対するわずかな嫉妬から花形を拒んでしまうものの、それでも一人の女の子として花形に惹かれてしまっている想いの間で揺れ動くこととなる。

#### その他
滝洋一（たき よういち）
詳細は「#紅洋高校」を参照
藤原新（ふじわら あらた）
詳細は「#釜倉学園」を参照
篠原レイジ（しのはら レイジ）
詳細は「#一浜高校」を参照

### 高校時代の登場人物

#### 紅洋高校
花形満が通う高校。前年度成績は県予選3回戦敗退。
大泉洋輔（おおいずみ ようすけ）
紅洋高校野球部3年生・副キャプテン。右投右打、ポジションはセンター。無名ながら強肩強打、クリーンナップを務めるかなりの実力者。実家は書道の大家。
キャプテンである新海の不在から実質部は彼が統率しており、非常に威圧的で監督ですら逆らえない。1年生に対してはボールすら触らせない、如何に実力があろうとも一年生を試合や公式戦に出場させない、という伝統を頑なに貫こうとする。だがその裏には1、2年生時に尊敬する新海の不遇を目の当たりにし続け、上級生に食って掛かった過去があり、それが彼をなおさら「伝統」に固執させる要因となった。
本来の彼は非常に実直で気の良い人物であり、一度信頼を寄せた相手に対してはプライドも尽力をも惜しまない。紅白戦では再起を誓った新海の姿に感涙し、それまでの頑なな態度を改めると同時に、花形が新海をも越える天才だということを認め、野球に対するビジョンなどから意気投合する。共にプレーする中で自ら花形の4番打者起用を進言し、自身も強打者でありながら花形の為に確実な出塁に専念し、必ず打ってくれると信じホームに還る走塁を試みるなど、花形満という人物の器の計り知れなさに絶対的な信頼を寄せている。打撃技術だけでなく広い守備範囲や遠投90mを誇る強肩による補殺と、紅洋ナインでも花形に次ぐプレーヤーとしてレベルは高い。
新海がプレーできない現状、グラウンドでは己がチームを引っ張らねばならない、という責任感を強く感じている。その責任感が生んだ勇気は、絶望的と思われた飛雄馬の攻略の突破口になっている。
黄瀬と桜庭を監視すべく強引に同行した合コンにて、高校野球が好きな篠原綾乃と意気投合し、メールをやり取りする仲に進展している。
滝洋一（たき よういち）
花形が入学した中学校野球部員。右投右打。背番号4という描写がある。
元々は朗らかな性格の努力家で、堅実な打撃が評価され推薦も持ち上がっていた。しかし、野球をする姿を誰よりも喜んでくれていた母親の死去直後、時期悪く追い打ちをかけるように起こった野球部の公式・対外試合禁止処分により深い絶望に陥り、直接の原因となった黒沢を恨み続けていた。野球部復活の可能性を聞きつけ逆恨みに走り、部員全員を金属バットで殴り倒そうと暗躍、遂には集団暴行に踏み切り黒沢の前に立ちはだかるが、花形の叱責、黒沢の謝罪・説得により自分の行為を悔い、そして黒沢にもう一度野球がしたいと持ちかけようとするが、それが元で交通事故を起こし、身代わりとなった黒沢を再起不能に追いやってしまう。さらには黒沢を集団で暴行したことが、黒沢の助けに入った他の野球部員をも巻き添えにする形で逮捕されてしまう。
釈放後は、一度辞めた野球への情熱と黒沢への贖罪を胸に、投手として一途に努力を続けた結果、紅洋高校進学後、不動のエースに君臨する。
超高校級レベルの球威ある速球に加え、黒沢に直伝してもらった高速スライダーを武器としている。また青雲戦の前にはSFF（スプリット・フィンガー・ファストボール）を取得しており、青雲の4番となった天野を凡打に切っている。
様々な事件を経たことで、性格は他人を寄せ付けない一匹狼となった。それが災いしマウンドで孤独に陥り投球が乱れる場面も多い反面、努力を決して欠かさない実直さや、強敵に対峙しての闘志や対抗心は誰よりも強くなっている。黒沢に纏わる因縁から犬猿の仲となった花形とも少しずつではあるが互いを認めつつある。
水野大樹（みずの たいき）
紅洋高校野球部1年生。そばかすといがぐり頭が特徴の少年。ポジションはピッチャーで、球速は遅いが抜群のコントロールの良さと多彩な変化球が売り。
花形と仲良くなり、何かと行動を共にするとともに、非常に慕っている。中学時代はピンチに際しマウンドを投げ出す程臆病な性格だったが、花形との出会いにより少しずつ勇気を持ち始める。
両親がおらず（父は病死、母は失踪）祖母に育てられているが、いつか母が試合を観に来てくれることを夢見て、甲子園を志すようになった。どんなに辛くても笑顔を欠かさない水野の精神的な強さ、また人知れず重ねている頑張りには花形も敬意を抱いている。
エースである滝には憧れを抱き、また滝からもコントロールの良さを評価されている。キャプテンの新海にも素質を見出され、明実戦では金子をリリーフし好投を見せる。その試合で新球のフォーク、さらに、指の短さを生かし四本指で挟むことで落差を増した"第二のフォーク"フルシェット・ア・ポワッソン（発案・命名は花形。フランス料理で魚専用の第二のフォークを意味する）を駆使し、天才と称される明実の4番・南雲を三振に切って落とす。その際に三振を狙うと公言するなど、以前の臆病さを払拭しようとする行動が見られ、精神的にも成長をうかがわせ、黄瀬は将来大化けする可能性を秘めた「ダイヤの原石」と評している。
夏の予選を前に、第三投手の証である背番号「11」を獲得し、神江東高校戦、茅ヶ海高校戦と滝に代わってマウンドに登り苦しみながらも好投する。特に茅ヶ海高校のエース・伊藤大生は先輩にあたり、大会No1投手と言われる活躍を見せる姿と中学時代に彼から受けた激が重なったことで奮起し、リリーフとして紅洋の主戦力に成長しつつある。
赤川剛史（あかがわ つよし）
花形が入学した中学校野球部の部員（原作『巨人の星』では、飛雄馬の家に訪れ、ギプスの存在を知る）。
暴力事件以前は3年生ながら控えであり、それがコンプレックスとなっていたが、花形の姿に心動かされ再び野球に打ち込んでゆく。
不良ではあったが根は善人であり、中学卒業後は紅洋高校に進学。地道な努力の結果、桜庭と共に打線の主軸として5番打者を務め、サードを任されるが守備力は安定感に欠ける（ノックの打球を取り損ね、顔面に直撃）（中学は最初はショートを守っていた）。
彼が花形に対し「オレたちと甲子園を目指さねえか？」と持ちかけたことが、花形の再起のきっかけのひとつとなる。
花形には誰よりも信頼を寄せ、ここぞという場面では心意気を見せるが、一方でどこまでも臆病でヘタレな面もあり、言うなれば非常に人間らしい人物である。
桜庭朔太郎（さくらば さくたろう）
花形が入学した中学校野球部の部員。愛称「サク」。金髪のリーゼントが特徴。ボクシング経験があるらしく、ケンカはかなり強い。
勉強では落ちこぼれ、家では酒浸りな父に嫌気がさし、不良仲間とつるむため野球部にいたが、なし崩し的にブラックシャドウズに参加したことで野球の楽しさに目覚め、それを教えてくれた花形には感謝の念を抱いている。ブラックシャドウズ時代はセンターを守っていた。
中学卒業後、紅洋高校に進学。赤川と同様、努力が実を結び、2番バッターを務め、打力や守備力共に紅洋の戦力になるまでに成長している。ポジションはライトにコンバートしているが、外野であればどこでも守れるようである。
ブラックシャドウズ時代に、花形のホームランに強烈な憧れを抱いたことをきっかけとし、どんな局面でも周囲の期待に応え続ける花形に憧れ続けており、そんな花形が自分にかけてくれる期待に応えることが彼の原動力であり、また目標となっている。
不良の間では赤川共々かなり恐れられているらしく、眼力だけで花形にちょっかいを出そうとした不良達を追い払っている。
小ネタとして『デトロイト・メタル・シティ』の読者であるような発言がある。
芳賀聡（はが さとし）
紅洋高校野球部1年生。
中学時代は西横浜シニアで4番センターとしてチームを全国ベスト4に引き上げたと言う実績を背負ってきたが、大泉には通用しなかった。花形とはそりが合わないが、花形を認めており、上級生の嫌がらせを身を挺して阻止した。自分より弱そうな者には高飛車で上の人間には低姿勢である卑屈な性格ではあるが、相応のガッツも持ち合わせている。レギュラーへの意欲は非常に強く、期待され始めた水野にもライバル心を抱いている。明実戦では8番ライトで先発出場し、夏の予選では背番号「20」を獲得する。
塩田将彦（しおだ まさひこ）
紅洋高校野球部1年生。
白石桜という少女に中学の頃から憧れていたが、紅洋高校に入学すると彼女は花形にラブレターを送ったことから、花形を嫌っていた。しかし次第に花形満という人物を認め、周囲同様に信頼と期待を寄せるようになる。同じ1年として、芳賀や水野とつるんでいることが多い。
金子竜一、金子竜二（かねこ りゅういち、かねこ りゅうじ）
紅洋高校野球部2年生部員の双子。竜一は補欠、竜二は控え投手。
水野の中学時代の先輩で、彼が入部してきたことを馬鹿にするが、水野と、彼をリードした花形に完膚なきまでに敗れる。
竜二は位置的には滝に次ぐ投手であり背番号「10」をもらってはいるが、活躍は出来ていない。また竜一は補欠であるが、青雲戦で黄瀬が負傷した際、左翼手の本田が捕手に移ったため空いた左翼に入っている。弱い者には傲慢かつ高圧的に接するなど共に性格的に問題があるが、兄弟仲は非常に良く、片割が窮地に陥った際には必死に声援を送る面もあり、根は悪い人間ではない。
黄瀬幸治（おうせ こうじ）
紅洋高校野球部2年生。正捕手ながら1番打者を務め、攻守ともにバランスの取れたプレーヤーである。
陽気な性格で、勝手なあだ名をつけたり、桃井のスカートをめくるなどノリは軽いが、他人を思いやる機転も持つ部のムードメーカーである。異性からはいい人で終わってしまう為彼女が出来ないことが悩みらしく、同じくモテない桜庭と激しく嘆きあっている。
中学時代は我が強く、自分の思い通りにならない投手には手をあげてしまうまでの苛烈さからチーム内で孤立していた。野球を辞めるかの瀬戸際まで悩んでいたところを、当時彼の憧れであり、天才として名を馳せていた新海の誘いにより紅洋への入学を決意する。そのこともあり新海には依然強い敬意を抱いており、正捕手である「2」の着用も新海が着けるものとして固辞し、同じポジションを争う身でありながらも彼がプレーに復帰することを望むほどである。
バッテリーを組んでいる滝の努力を誰よりも近くで目にしてきており、そんな滝への信頼を貫くことを自らに課すことで以前の自身を変えてきた。青雲戦では暴走した滝のカバーに奔走し、身を挺（てい）して失点を防いだもののクロスプレーで肋骨を負傷し途中交代を余儀なくされるが、自身の苦い経験からフィールドで孤独にさせまいと滝を必死にフォローする黄瀬の思いは、新海を通じて滝に伝わり、滝を立ち直らせる。
捕手としてのプレーは、経験の浅い水野を起用することに異を唱えるなどリスクの少なさを重視する傾向がある。また1番打者として出塁への意識が強く、セーフティバントや走塁などの技術は高い。
桃井江梨子（ももい えりこ）
紅洋高校野球部2年生・女子マネージャー。赤色のメガネに、少し大きめの制服が特徴のかなりの美少女。
幼い頃から野球が大好きで、自身はプレー出来ずとも野球に関わりたい一心からマネージャーの道を選ぶ。
紅白戦で花形の活躍を目の当たりにしてからというもの、クールな態度を装いながらも、内心では花形にベタ惚れしているが黄瀬にも気がある様子がうかがえる。
マネージャーとしての職務には忠実であり、花形目当てでマネージャー志望してくる女生徒の腹の内をきちんと見抜いて追い返していたが、そのことで女子生徒からの嫉妬による嫌がらせに遭うも、陰ながらチームを支えてくれる桃井は大切なチームメイトだという花形の言葉が彼女を救う。
新海雄一（しんかい ゆういち）
紅洋高校野球部3年生・キャプテン。ポジションはキャッチャー。
早朝に一人グラウンド整備をしていたところ、偶然に早く来た花形と出会う。当初はただの一部員として、花形に名前を明かしていなかった。
怪我が完治していないものの、バッティングセンターで150キロの速球を簡単にホームラン性の当たりにするなど優れたバッティングを持っている。
大泉とは中学時代からの同級生。当時は「天才」と称される実力を誇り、大泉をはじめ周囲の畏敬を集めていた。名門に進んでもつまらない、という理由から有名高校のスカウトを蹴って弱小校である紅洋高校に入学。しかし紅洋高校では実力にかかわらず上級生が威張っており、1年間は雑用に専念せざるを得ず、2年になってようやくレギュラーを勝ち取ったものの、夏の予選初戦の一浜戦で、来年の夏まで治らない大怪我を負ってしまう。その後世代交代と共にキャプテンを任されるも、自身がプレーできないことへの虚無感から部に関して距離を取っていた。
奇しくも自分と同じ意思を持って紅洋野球部に入ってきた花形に対して、自嘲にも等しい嘲笑を投げかけるが、1年対2・3年の試合を観戦する中で、桁外れの活躍を見せる花形と、花形率いる一年生チームの奮闘に心を改め再起を誓う。急ピッチでのリハビリの傍ら、部に復帰し選手起用や采配など実質的に監督として指揮を執る。
普段はつかみどころのない表情をしているが、思慮深い人物である。夏の大会までに足の回復は間に合わなかいことが医師の診断により判明し、甲子園を見据えたチーム作りに更なる尽力する。その手腕は意外性、また大胆さに満ち溢れており、花形も彼の手腕に身を任せている。
フィールドでプレーできなくとも、正捕手の証である背番号「2」は新海が着用することを望まれるなど、チームから寄せられる信望と実力への敬意は非常に厚い。
準決勝の一浜戦で正捕手の黄瀬が脳震とうを起こした際に代わりに捕手の守備に就くが、足はまだ完治しておらず、ランナーとして三塁ベースを回った際にアキレス腱を断裂してしまった。
HFC（ハナガタ・ファンクラブ）
紅洋高校女子の1/3が入団しているとされる花形のファンクラブ（当然花形本人はどこ吹く風）。花形ファンのモラルの低下を懸念しており鉄の戒律で縛り付けていたが、江梨子が嫌がらせを受けた一件により反省し、チアリーディング部に変更された。
団長は3年の安田凛子、No.2はヒロちゃんこと広瀬弘子、No.3はクロちゃんこと黒川里子。名前のモチーフはお笑いトリオの安田大サーカス。凛子は金髪でスタイル抜群であり他校からもファンがいるほど。

#### 青雲高校
星飛雄馬が通う高校。裕福な家庭の生徒が多いことで有名な私立高校だが、野球部に関しては弱小。
天野四郎（あまの しろう）
花形が入学した中学校野球部のキャッチャーでキャプテン。右投右打。中学時代の花形を見守り続けた、黒沢と並ぶ重要人物である。
温厚さと他人を思いやる優しさを持った友達思いな人物だが、時には諫言として相手に冷酷なまでの言葉を突きつける一面も持ち合わせている。
黒沢とは幼い頃からの親友で、黒沢に野球のルールを教えたのも彼である。堅実な守備が評価され、黒沢と共にスカウトされていたが、事件の当事者として推薦が取り消されてしまう。しかし事件後も荒廃した野球部に残り、黒沢の再起を信じて一人で練習しており、黒沢の再起と共にブラックシャドウズの中心選手として花形らと共に活躍する。
黒沢の推薦話復活に泣いて喜び、試験当日もグラウンドで待ち続けるなど、黒沢との絆は深く、それゆえに黒沢の事故は彼の心にも深い傷を負わせ、黒沢の投球を受けられない悲しみからサードへ転向する。事件の元凶である滝のことは、黒沢本人は許しているものの、黒沢と共に歩んできた天野にとっては今も許しきれていない。
中学卒業後、父親が野球部の監督を務める青雲高校に進学。青雲野球部では長打こそ少ないがアベレージヒッターとして4番打者を務める。3年時にはキャプテンを務めるが、星飛雄馬の入部により花形と星という二人の天才を間近に知る人物となる。しかし、飛雄馬の実力を認めている反面、彼のピッチャーとしての桁違いな能力故に、周囲が付いていけず連携を取ることができない事からか、どこかその存在を疎んでいる節もあり、紅洋との練習試合の際には「飛雄馬をマウンドに出したら試合にならない」という辛辣な評価まで下している。
冷静な状況判断、戦力分析は群を抜き優れており、花形の潜在能力や伴の強打者としての素質も見事に見抜いている。
甲子園では3番打者を務めている。
伴宙太（ばん ちゅうた）
青雲高校3年生、柔道部主将兼野球部応援団長。柔道で全国大会連覇を果たしている怪力の巨漢。
父は青雲高校のPTA会長で伴自動車工業社長である伴大造であり、自身の豪腕と背後にある権力から、学園内で彼に逆らえるものはいない。そのため自分に思い通りにできないことはない、と思っている。
自身の声援を甲子園に轟かすことを目的に、野球部に対して過度のしごきを行っている。花形とは飛雄馬を捜す中で青雲高校を訪れていた際に出会っており、しごきに対して口をはさんだ花形の携帯電話を破壊し、腕相撲勝負をしかけたが、彼の努力の片鱗に気付き、ただの不良ではない、と見抜いている。実はリトルリーグで野球経験はあるが、技術的には素人同然のレベルである。
青雲高校入学式当日に行われた練習試合にて、敗戦一方だった野球部の不甲斐なさに激昂。乱入した彼に対し、噛み付いてきた飛雄馬をリリーフに指名し、その投球を受けることになるも、キャッチャーミットを弾かれた上、顔面に直撃を喰らい失神する。それ以来、それまで何でも思い通りにしてきた彼の思い通りにならない飛雄馬の投球を「捕る」ことに執念を燃やすようになる。
柔道に執着する父からの圧力もありジレンマに陥るが、飛雄馬や花形から受けた「（素人がいきなりできるほど）野球はそんなに甘くない」との言に触発され、ズタボロになりながら捕球を試み続けた末、遂に捕球に成功する。そして飛雄馬と全力をぶつけ合ったことで、それまでの人生の目標の無さに気付き、またどこまでも妥協することなく野球に向かい合う飛雄馬の厳しさに触れ、そんな飛雄馬にどこまでもついてゆくことを新たな目標と見出す。そして飛雄馬と友情を誓い合い、バッテリーとして共に歩むべく野球部に入部する。
青雲ナインには飛雄馬の専属捕手として、それ以上の認識はされていなかったが、キャプテンの天野は柔道で頂点を極めた超一流アスリートである伴に対し、集中力・爆発力といったホームランバッターとしての素質を見出しており、紅洋高校との練習試合や甲子園にて、伴の打棒は猛威を振るう。
花形、左門という強敵の出現に当初は動揺を隠せなかったが、飛雄馬と自分のコンビという最強バッテリーに挑戦を叩き付けてくるライバルに闘志を燃やす。
小宮雅治（こみや まさはる）
青雲高校3年生、右投。エース。
傍若無人に振舞っており、味方に対して野次る、試合中にすぐ理由をつけて交代をしたがるなどその行動からチームメイトの少なからずは彼のことを良く思っていない。
実は喘息を患っており、常に発作の危険性と隣り合わせでありながら、そのことをチームメイトにも隠して野球を続けていた（試合途中での交代などは発作を隠すためのフェイクだった）。エースであることに拘り続け、限界まで投げ続けたいという野球への想いは純粋そのものである。飛雄馬が入部してきてもその座を譲ることを頑なに拒み続けたが、限界を迎えた時に、本当は誰よりも飛雄馬の凄さを認め羨んでいた自分に気付き、マウンドを譲る。
紅洋戦後髪を短くして再奮し、夏の予選を前にした一徹の強化練習に耐え切り、また飛雄馬を不動のエースとして認め、自ら背番号「1」を譲り渡す。
岡部（おかべ）
青雲高校3年生。正捕手で打順は7番。伴が捕手として入った際はレフトに回っている。飛雄馬の返球を受けた際、ミットを弾かれた上腰をぬかし竦み上がってしまい、伴から飛雄馬のリリーフが宣言された際には、恐怖のあまり捕手を務めることを拒んでしまう。しかしその時から自分には到底無理なこととは解りながらも、できることならいつか飛雄馬の捕手になりたいと思っていた。伴と飛雄馬のぶつかり合いに心打たれ、身を挺してキャッチングの基本を見せたことが伴の捕球成功につながる。青雲ナインの中ではいたって常識人であるが、浅井や矢沢といった一癖も二癖もある実力者達に振り回されている。
浅井正俊（あさい まさとし）
青雲高校3年生。愛称マーシー。黒縁の眼鏡がトレードマーク。ポジションはショート。打順は3番。伴に前歯を折られ退部していた。一見いい加減に見えるが、実力は本物であり、滝の速球に難なく対応してくる打撃センスやスピードのある走塁、また携帯電話で通話しながらグラブトスをしてみせる妙技も備えている。小宮の隠していた熱意を目の当たりにして真剣になる熱い部分もある。
甲子園では2番打者を務めている。
矢沢健二（やざわ けんじ）
青雲高校3年生。愛称ケンケン。ポジションはセカンド。打順は1番。伴に虫を喰わされ退部していた。非常にお調子者で、試合中にもガムを噛み続ける、相手チームへの癇に触る言動など性格には難がある。守備範囲の広さや球際の捕球力、クロスプレーの身のこなしはピカ一。
退部している間も一人で練習をしていたり草野球に交じったりと、野球が好きではあるがそれほど真剣ではなかったが、常識を超えた実力を見せつける飛雄馬の背中に甲子園の姿を見出したことで、野球に真剣に向き合うことを決心する。
蛭田由紀夫（ひるた ゆきお）
愛称ユッキー。ポジションはセンター。打順は5番。伴にロン毛を引きちぎられて退部していた。戦力ではごく平凡高校ともいえる青雲野球部において、浅井・矢沢とともに実力者といえる存在。

#### 釜倉学園
神奈川県予選準々決勝での対戦相手校。野球部が設立されてまだ数年の新設校であるがダークホースとして注目を集めている。
藤原新（ふじわら あらた）
リトルリーグの桜町リトルの花形のチームメイトでキャッチャー。花形より一つ年上。リトルリーグ時代には花形とバッテリーを組んでいたが、シニアでは篠原レイジとバッテリーを組んでいる。野球に臨む際はクールで、野球に関する知識も豊富（ブラックシャドウズとの練習試合では黒沢の弱点も発見していた）。
中学卒業後は釜倉学園野球部2年生。打順は強豪・釜倉学園の中でも5番を打つようになっている。花形を常に意識しており、紅洋高校に進んだことを知り、青雲高校との練習試合にエースの平井・4番打者の伊達を連れて偵察に訪れるが、花形と星の常識を超えた対決に驚愕する。
神奈川県予選組み合わせ抽選会では平井と共に紅洋高校に挑戦を叩き付ける。
伊達の想いを知っており、紅洋高校戦にあたり勝利の為にナックル攻めを考案するが、それを打ち破った紅洋高校、それを実質率いている花形の器に感嘆しながら惜敗する。
リトル時代からずっと肩を故障した花形のことを心配し、できることならバッテリーを組んでいたかったと思っていた。練習のしすぎで肩を壊した花形をもし制止していたら…と高校に進んでからも一抹の悔恨の念を抱いており、花形の才能も含め、大泉らとは違った形ではあるが花形に心酔している一人といえる。
シニア時代は感情の起伏に乏しいストイックな性格をしていたが、中３の花形と再会してからは礼儀正しい常識人になった。この事については単行本にて花形（作者）から「ヘタレになった」と揶揄されている。
平井美喜男（ひらい みきお）
釜倉学園野球部の主将で、3年の投手。打順は9番。豪胆な性格にスキンヘッド、父親譲りの関西弁の口調が特徴。愛称は「ピラさん」として、チームメイトの信頼も厚い。
決め球のナックルボールを武器に強豪を背負って立つ実力を備えている。
藤原新に連れられて観戦した紅洋高校対青雲高校との練習試合で、花形と星の常識を超えた対決に驚愕し、彼らの打倒の為に対策を練り始める。
父親は関西出身の高校球児だったが、自身のエラーで負けてしまい非難を浴び、神奈川に移り住んだ経緯を持つ。しかし、もの苦い思い出のある野球を息子が志したことに対して否定せず認めてくれており、そんな父の思いを酌んで息子の美喜男も甲子園を志している。ある日の互いの合コンが流れてしまった成り行きで、紅洋メンバーと打ち解け合う中で語られたその思いは、水野に複雑な思いを抱かせている。
シニア時代からチームのエースとして活躍し、強豪・一浜高校からの推薦も来ていたが、チームメイトをないがしろにする監督の方針に猛反発しあっさりとチームを去っている。その情の厚い人柄は伊達をはじめチームメイトを惹きつけ、釜倉学園を強豪校と呼ばれるまでにのしあげる原動力となっている。
対紅洋戦では、花形が自身のナックルボールを物ともしなかった事で自分の力量では彼に太刀打ちできないと判断。紅洋に勝ってチームを甲子園に連れて行く事を優先し、「エースの花形のみ敬遠し続ける」という手段を行使する。その合理的で露骨過ぎるやり方から、敵側のみならず味方側の観客からまで激しいブーイングを受け続けるが、それでも最後までそれを通し、紅洋高校を追い詰めていく。しかし、3流以下に過ぎなかった赤川にナックルボールを打たれてしまう予想外の事態が発生し、惜敗を迎えてしまった。
紅洋との試合後、もっと平井と野球を続けたかったと涙ながらに語る伊達の想いを知り感涙する。
伊達幸太郎（だて こうたろう）
釜倉学園野球部の打者で2年。ポジションはショート。マイペースな上に寡黙で大食。右目をふさいでいる眼帯が特徴。外見は非常に幼いため、水野からは同学年と思われてしまっている。
他校の間にも強打者として名を馳せており、小柄な体格にそぐわない長打力を武器に4番打者に座っている。打撃について相当な自信を持っており、平井と同じく藤原新に連れられて観戦した紅洋高校対青雲高校との練習試合では花形の場外ホームランを見ても驚かなかったが、全国区で名の通っている左門豊作の登場には少なからず動揺していた。
シニア時代は恵まれない体格ゆえに控え選手で、監督の方針によりチームから切り捨てられかけたところを、横暴に反発し共にチームを離れ、また控え選手であった幸太郎をチームメイトとして大切に思ってくれていた平井に心酔しており、それ以来平井と野球をすることが最大の喜びであった。練習中に平井から死球を受けてから右目の視力がほぼ失われている状態でありながら、それを必死で隠し、少しでも平井とプレーし続けるために甲子園を目指し戦い続けていた。紅洋高校戦で花形に右目の状態を見抜かれ、平井に知られまいと隠し通すよう懇願するが、遂に限界を迎えてしまい、逆転を許すエラーにつながってしまうことになった。
平井登喜男（ひらい ときお）
釜倉学園野球部の控え投手で1年。主将の平井美喜男の実弟でもある。愛称は「ジュニア」で兄からもこう呼ばれている。
典型的な左の本格派投手。兄の美喜男から未熟者扱いされて入るものの、1年でユニフォームを譲り受けているだけあってその実力は高く、兄のナックル攻めを実現させる為に、必要不可欠な存在となっている。

#### 横須賀学館（横浜創学館or横須賀学院）
神奈川県予選2回戦での対戦相手校。前年度成績は神奈川県予選準優勝。
巳土里長太郎（みどり ちょうたろう）
横須賀学館野球部のエースで2年。右投。表向きは礼儀正しい美少年といった様子だが、本性は冷酷で凶暴。自分より格下と見なした相手を見下し、暇つぶしや憂さ晴らしにチームメイトの1年に暴力を振るうなど、多くの非道な行いをしており、自身のグローブに触れたという理由だけで相手の手をスパイクで踏みつけたこともある。また、過去にはチームメイトに暴力を振るい、病院送りにしたことさえある。偵察に訪れた花形たちを罵倒し、水野に故意にボールをぶつけ、花形と新海を激怒させた。横須賀学館の悪しき風習や周囲の環境が、彼をこのような冷酷な性格に変貌させている。
強豪校のエースに相応しい実力を備え、1年時でユニフォームを得た上に1番のエース投手にまで上り詰めた実績を持つ。自らの実力に傲慢とも取れる程の自信を持っている。紅洋戦では決め球であるシンカー「大蛇（オロチ）」を駆使し、花形にも負傷した足に向けて故意に死球を与えるなど徹底的に紅洋打線を苦しめるが、9回表に花形に満塁ホームランを打たれ、逆転をされる。自らの決め球を初めてスタンドまで運んだ花形を自分以上の天才と認め、悪態を吐きながらも水野にボールをぶつけたことを詫びた。
竜崎丈一郎（りゅうざき じょういちろう）
横須賀学館野球部の主将であり、4番バッター。長身痩躯でメガネを掛けた理知的な風貌の青年。巳土里ほどではないが、格下と見なした相手を見下す節が見られる。細身な体格に似合わず、かなりの長打力の持ち主であり、紅洋戦では滝から場外２ランを放った。
巳土里の横暴を完全に容認しており、巳土里がチームメイトに暴力を振るっても注意すらしない。
矢沢真治（やざわ　しんじ）
横須賀学館野球部の監督。一見すると温和そうな人物だが、極度の実力至上主義者で勝利にシビアで狡猾な一面を見せる。ラフプレーを指示したり、他の選手に巳土里の暴力を口外しないように釘を指すなど、指導者にあるまじき言動をすることが度々ある。監督という立場でありながら、竜崎同様にエースの巳土里の横暴を容認しており、巳土里からはタメ口で話されている。当初は強豪校であることを鼻にかけ、紅洋ナインを完全に見下していたが、花形の真の実力を知り、その才能に驚愕する。

#### 神江東高校
神奈川県予選3回戦での対戦相手校。
今村祐介（いまむら　ゆうすけ）
神江東高校野球部のエースで4番打者。椿マミの熱烈なファンであり、スキャンダル騒動真っ只中の花形に対し憎悪と嫉妬に塗れた勢いで挑みかかるが、それすら軽く超えて行く花形の実力の前にどうやっても敵わないであろう器を思い知らされる、それでも椿マミも、野球も、好きな気持ちだけは誰にも負けまいと真っ向から全力を持って挑むものの、完膚無きまでに敗れ去り、11失点を浴びる。
藤川哲也（ふじかわ　てつや）
神江東高校野球部の主将で、3年の捕手。今村とは古い付き合いであり、少々呆ればせながらも彼の思いを酌んで共に紅洋に挑むが、今村と共に花形という器の前に敗れ去る。

#### 茅ヶ海高校
神奈川県予選4回戦での対戦相手校。
伊藤大生（いとう たいせい）
茅ヶ海高校野球部3年の1番ピッチャー。水野、金子兄弟の中学時代の先輩にあたり、「伊藤ちゃん」と呼ばれていた。口癖は「アイ アム ナンバーワン」。極度なまでの臆病で、少し怒鳴られただけでも恐怖でビクビクしてしまうが、バッテリーを組んでいる小浜と野球には断固たる意志の強さと情熱を持っている。甲子園に出場した際には、「甲子園の土」では無く砂鉄を持ち帰ろうとするなどかなりズレた感覚の持ち主でもある。貧弱な体つきからは全く予想できないが、奪三振数大会No.1という驚異的な記録を叩き出している。不安定なフォームから、観客からは常に笑いや野次を飛ばされているが、長身と長い腕、不安定なフォームを組み合わせた事によって、ボールの出が遅くナックルボールのように軌道も安定しない魔球の如き予測不能な変化球を生み出している（スリークォーターでサイドスロー気味に投げると球の軌道が更に変化する）。伊藤がエースになり実績を出して来たことで、万年2回戦止まりであったチームを4回戦にまで登らせており、花形を含めた紅洋のメンバーや、釜倉のメンバーをも、驚愕の表情を浮かべさせている。
中学時代も野球部にいたが、使えないという理由で同級生のみならず後輩にまでパシリ扱いされ続けていた。高1年の時、身体能力の低さに入部拒否され、岩田からも才能が無いからやめろと貶されていたが、野球への思いを捨てる事は出来ず、誰からも相手にされず校舎裏で一人練習していた所を、自分と同じく嫌われていた小浜と出会った事で、親友になった彼と打者代理の人形「ナポレオン」だけのキャッチボールを2年間ずっと繰り返していた。しかしある時、そんな2人のささやかな時間すらも目障りに思った野球部によって、ナポレオンが粉々に壊されてしまい、怒りを爆発させ、野球部と全面衝突。野球部全員から三振を取る事で圧倒的な実力を見せつけ、岩田からエースの座を奪い取る。結果的に岩田から強引にエースの座を奪ったからか、野球部のメンバーとの断裂は解消される事無く、同級生や後輩を問わず、「ボンクラ」、「ウスノロ」呼ばわりされ、度重なる暴行やパシリという不遇な扱いを受けている。この事からも、野球部では殆ど孤立しており、小浜以外のメンバーからは全くという程認められていなかったが、花形率いる紅洋戦での妥協を許さないピッチングはメンバーの心を動かし、エースと認められるにいたった。伊藤もその思いに応え、茅ヶ海で野球を続けることは「自分を馬鹿にした奴らを見返すため」から「仲間たちと甲子園に行くため」へと昇華していった。
小浜浩史（おはま こうじ）
茅ヶ海高校野球部の捕手。某アメリカ大統領に似た風貌で、常に笑い顔で「クール」が口癖。伊藤同様ズレた感覚の持ち主で彼のたった一人と言える程の理解者だが、空気の読めない性格故、彼と同様、野球部含め校内では学生達に馬鹿にされていた。
元はレスリング部志望だったが、入部拒否された所を校舎裏で一人孤独に練習する伊藤と出会い、彼の姿に共感を持ったのかグローブを買って共に校舎裏でキャッチボールを始め、2年間ずっと2人で練習を繰り返していた。そのため、野球経験は高校に入ってからだが、捕手としての能力は新海が一目置く程高く、伊藤の不安定過ぎる変化球の軌道をノーサインで予測し、ミスする事も無くキャッチできるようになっている。
岩田大吾（いわた だいご）
茅ヶ海高校野球部の主将で、元エースだった男。現在は一塁手に入っている。
伊藤とは1年からの顔見知りであったが、身体能力の低さを理由に邪魔者扱いし、入部を認めず彼を追い出しており、3年になってからはキャプテンに就任するが、校舎裏で2人だけの野球を続けていた伊藤と小浜の2人を目障りに思い、彼らが練習で使っていた人形のナポレオンを野球部全員で粉々に破壊した。しかしその事件は2人の怒りを買ってしまう事になり、野球部全員が伊藤に三振で敗れ、エースの座を明け渡した。
自分からエースの座を奪った伊藤の事は、普段においても高圧的な態度を取るほど嫌っているが、過去の事件で伊藤の野球への想いを感じ取ったのか、彼の実力と成果は渋々と認めて現在は彼を嫌うチームメイトとの和を取り持ちサポートに徹する状態となっている。紅洋戦での伊藤の妥協のないピッチングを見てからは心を入れ替え、伊藤をエースと認めるに至った。
末崎（すえざき）
茅ヶ海高校野球部の一人。遊撃手。元エースである岩田を慕い、彼からエースの座を奪った伊藤や小浜の事は毛嫌いしている。相手が先輩であるにも拘らず事ある毎に伊藤を呼び捨て罵倒しており、彼がマウンドにいるだけで部の秩序が乱れるとまで言っている。彼もまた伊藤のピッチングを見て態度を改め、「先輩」と呼んだ。
柴田英作（しばた えいさく）
茅ヶ海高校野球部の監督。伊藤の実力を素直に認めているが、空気の読めない人物。

#### 一浜高校
神奈川県3大王者の一角。紅洋の準決勝の対戦相手として立ちはだかるチーム。
篠原レイジ（しのはら れいじ）
リトルリーグ時代の花形のチームメイトであり、中学時代は桜町シニアのエース。リトルリーグ時代は補欠で気の小ささからか、マウンドで吐いたこともあった。その当時から花形に対して強いライバル意識を抱いており、花形を乗り越えるために人一倍の努力を積み、現在では体格を生かした速球とチェンジアップの使い手。
実力が備わったことで卑屈と高慢の入り交じった性格になり、チームメイトも嫌悪感を覚えていた程であるが、格下であるはずのブラックシャドウズに追い詰められ土壇場に追い込まれた際、性格的にも一皮剥ける。結果は花形に決勝の場外ホームランを打たれて敗北するが、チームからエースとして認められることとなる。
中学卒業後は、神奈川県の強豪、一浜高校の不動のエースに成長する。問題であった性格も、己の実力への揺ぎ無い自信による堂々としたものへと変化しており、その姿からチームメイトの信望も厚い。また、表沙汰にはなっていないが、神奈川最強のバッターと称されている獅堂相手に、野試合で勝利を収めている。
横山一馬（よこやま かずま）
一浜高校の3番にして正捕手。色黒の肌で顔に傷があるのが特徴。
レイジとバッテリーを組んでいる為、レイジが獅堂と野試合で勝利している事実を知っている。
ヤクザらしき人物が彼の応援に駆けつけており、チームメイトからも「昔はヤンチャしてた」と言われている。

#### 海王大付属高校
神奈川県3大王者の一角。前年度成績は神奈川県予選優勝。春の選抜では全国優勝を遂げている。
獅堂巌（しどう いわお）
海王大付属に所属。マスコミ関係者からは高校野球最強の打者と呼ばれている。
自らもかつては「傲慢な考え方をした奴の鼻っ柱をへし折る為にバットを振っている」と語る程、自信の持ち主であったが、甲子園の予選が始まってからは「打者に自分の敵はいない」と言いながらも何故か寡黙な面が強かった。その真実は、予選が始まる前にあった野試合にあり、実はその時に一浜の一番投手にまで上り詰めていた篠原レイジに勝負を挑まれ、完膚なきまでに敗れ去っていたからである。マスコミは勿論、他のメンバーも誰もその事実を知らず、予選が始まっていた時にはすでに「王者」ではなく、「敗者」に成り下がっていた。準決勝に入ってから、ようやくその真実を花形が知る事になる。
レイジの前では殆ど弱気な姿勢になっており、自信を無視され感情を荒らげた花形からも、「牙の抜けた負け犬」と、手厳しく評価された。
神奈川予選大会決勝でサヨナラホームランを打った花形に対して「お前こそがNo1打者だ」と発言した。

#### 熊本農林高校
左門豊作（さもん ほうさく）
熊本農林高校野球部、キャプテンにして4番打者。本作では珍しく『巨人の星』での容姿がほぼ後継されている。闘志に火がつくと目が見開かれ、周囲が畏怖するほどの形相となる。
将来有望の高校球児として、『弾丸ライナーの左門豊作』の二つ名と共に全国区で名を知られているが、未だ甲子園に出場できずに周囲の期待に応えられない自分を強く悔いている。
早くに両親を亡くし、兄弟達を養いながら勉学と野球に励むが、生活費に加え知世の治療費が膨大なことで切迫した状況下に追い込まれている。
自分は平凡であるとの認識のもと、弛まぬ努力で高校球界最高峰の実力を身につけた人物であり、どこまでも自分に厳しいスタンスに、チームメイトからは厚い信頼を寄せられている。
第72話で初登場。妹の知世が入院する病院で、将来のライバルとなる花形とすれ違う。偶然にも知世の病室に飛び込んできた場外ホームランのボールを掴み、打球の主を探して訪れた球場で紅洋対青雲を観戦することになり、花形と星をライバルとして認識する。最終回で混迷を極めた判定に補足でジャッジをしたところ、伴に噛みつかれるが、野球に関して己の発言は絶対に譲らないという迫力と、伴の怪力をもってしても全く動じない巨体でその場を収めた。
花形との対決で見せた本気の投球を求め、紅洋戦を終えた飛雄馬に挑戦を叩きつけ、本気を出さなかった飛雄馬の球をあわやホームランという場外ファウルを放ってみせる。甲子園で互いの全力を賭した再戦を約束しあい、そして打撃の天才と認めた花形との激突を目指し闘志を燃やしている。

#### 明実高校
南雲悠二（なぐも ゆうじ）
西東京ベスト4の強豪・明実高校の4番で捕手。ポジションには珍しい左投左打。アフロヘアーが異彩を放っており、一見痩身だが、花形にひけをとらない敏捷性を見せている。
スカートの中を盗撮する、卑猥な言動を連発するなど態度や言葉遣い・素行に問題があるが、類稀なバッティングセンスの持ち主。長打力が高く、選球眼やカット技術、そして相手捕手の配球を読む鋭い嗅覚があり、守備面ではそれを生かした卓越なリードで投手の持ち味を最大限に生かすことができる。紅洋をなめてかかるが、水野から2種類のフォークで三振に切って取られ、また花形には完璧にリードを読み切られことごとく敗北し、再戦への闘志を燃やす。
雨笠堅一（あまがさ けんいち）
西東京ベスト4の強豪・明実高校の主将であり、エース。左投右打。非常に礼儀正しく、相手の実力を侮らず、また認めることもできる好青年である。
持ち球はスライダー、フォーク、そして超高校級のストレートを持つ優れた投手であり、メディア記者からも注目されている存在。また打撃にも優れており紅洋戦では3番に座り水野から逆転2ランを打っている。
花形には初球で逆転ホームランを放たれ敗北するものの、紅洋高校の強さを認め、また水野の好投を称えている。

#### その他の登場人物
牧場春彦（まきば はるひこ）
青雲高校の一般生徒。漫画家を目指しており、スケッチブックには飛雄馬が描かれている。
運動能力の劣る彼にとって、桁外れの実力を持つ飛雄馬は強い憧れの対象。
飛雄馬の可能性をいち早く認め、他の野球部員に彼の存在の大きさを訴える。伴と飛雄馬が全力でぶつかり合う姿と、そこに感じる「熱」を説く彼の言葉は、少しずつだが部員達の心を動かすことになる。
左門知世（さもん ちよ）
左門豊作の妹。生まれつき肺を患っており、熊本から神奈川の病院へ検査入院しているが、容体は悪化傾向にある。
豊作の誕生日プレゼントに花を買いに出た途中、発作に襲われ倒れていたところを花形に助けられ、豊作と花形の接点へと繋がることとなる。
兄弟想いで心優しく、特に妹の美知からは非常に慕われている。豊作には大好きな野球をずっとしていてほしいと願う反面、自分が豊作への負担となっている自分の存在に悩んでいる。
椿マミ（つばき マミ）
人気美少女アイドルグループ「オーロラ三人娘」の一人。横分けしたストレートのロングヘアが特徴。
人前では笑顔を絶やさないが、その本性は我侭でプロ意識も低く、同じメンバーであるルミやクミの事も見下した目で見ている。グラビア撮影の際に偶然花形と出会うが、下着を見られてしまった上に、自分の笑顔を「作り物」といわれてしまう。その後、車がストーカーに占拠され連れ去られてしまい、自らの今までの身勝手さを悔いるが、花形の決死の活躍によって救出され、ストーカーに対しても許す態度をとった。これ以降、花形に強い興味を持つようになり、彼の試合を観戦しに訪れるが、試合終了後にいざこざを起こした末に球場で花形とのツーショット写真を取られ、熱愛報道で全国で騒がれる事になり、同時に花形満の存在も大きくアピールされる事になった。なお、花形とは携帯電話の番号を交換し合ってもいる。
橘ルミ（たちばな ルミ）
人気美少女アイドルグループ「オーロラ三人娘」の一人。
髪型が三つ編みになっている等、外見的に大人しい雰囲気がある。
茜クミ（あかね クミ）
人気美少女アイドルグループ「オーロラ三人娘」の一人。左サイドに結んだサイドポニーの髪型が特徴。
篠原綾乃（しのはら あやの）
女子高生。合コンで知り合った大泉と仲を深め、彼女となる。高校野球に詳しい。
一浜エースの篠原レイジの実妹。

## 書誌情報
- 梶原一騎・川崎のぼる（原作） / 村上よしゆき（作画） 『新約「巨人の星」花形』 講談社〈講談社コミックス〉、全22巻
  1. 2006年11月17日発売[5]、ISBN 4-06-363753-0
  2. 2007年1月11日発売[6]、ISBN 978-4-06-363780-9
  3. 2007年3月16日発売[7]、ISBN 978-4-06-363808-0
  4. 2007年5月17日発売[8]、ISBN 978-4-06-363833-2
  5. 2007年8月17日発売[9]、ISBN 978-4-06-363869-1
  6. 2007年10月17日発売[10]、ISBN 978-4-06-363903-2
  7. 2008年1月17日発売[11]、ISBN 978-4-06-363942-1
  8. 2008年3月17日発売[12]、ISBN 978-4-06-363967-4
  9. 2008年6月17日発売[13]、ISBN 978-4-06-384004-9
  10. 2008年8月12日発売[14]、ISBN 978-4-06-384024-7
  11. 2008年11月17日発売[15]、ISBN 978-4-06-384065-0
  12. 2009年1月16日発売[16]、ISBN 978-4-06-384086-5
  13. 2009年3月17日発売[17]、ISBN 978-4-06-384112-1
  14. 2009年06月17日発売[18]、ISBN 978-4-06-384148-0
  15. 2009年8月17日発売[19]、ISBN 978-4-06-384173-2
  16. 2009年11月17日発売[20]、ISBN 978-4-06-384212-8
  17. 2010年2月17日発売[21]、ISBN 978-4-06-384234-0
  18. 2010年4月16日発売[22]、ISBN 978-4-06-384282-1
  19. 2010年7月16日発売[23]、ISBN 978-4-06-384328-6
  20. 2010年10月15日発売[24]、ISBN 978-4-06-384380-4
  21. 2010年12月17日発売[25]、ISBN 978-4-06-384418-4
  22. 2011年2月17日発売[26]、ISBN 978-4-06-384445-0

## 脚註
1. ↑  リメイク元の巨人の星でも大いに話題になった、花形率いるブラックシャドウズが「11人乗れる車」で登場するシーンがある。原作では巨大なオープンカーであったが、本作ではリムジンでそれを再現している。
2. ↑  青雲戦でレフトとなっている箇所があり、明実戦以降はレフトを守っている。
3. ↑  原作『巨人の星』では花形と伴は同学年だったが、年上という設定に変わっている。
4. ↑  基本的に右打者の多い現状、2塁や3塁への送球が不利になる上、3塁から本塁へ向かう走者の方向上クロスプレー等でミットをしていない利き腕が怪我しやすい。また、強肩の左投げ選手は、貴重且つ守備位置が限定される為、高校までに投手などにコンバートされる可能性が高い。
5. ↑  “新約「巨人の星」花形 1”.   講談社. 2022年3月12日閲覧。
6. ↑  “新約「巨人の星」花形 2”.   講談社. 2022年3月12日閲覧。
7. ↑  “新約「巨人の星」花形 3”.   講談社. 2022年3月12日閲覧。
8. ↑  “新約「巨人の星」花形 4”.   講談社. 2022年3月12日閲覧。
9. ↑  “新約「巨人の星」花形 5”.   講談社. 2022年3月12日閲覧。
10. ↑  “新約「巨人の星」花形 6”.   講談社. 2022年3月12日閲覧。
11. ↑  “新約「巨人の星」花形 7”.   講談社. 2022年3月12日閲覧。
12. ↑  “新約「巨人の星」花形 8”.   講談社. 2022年3月12日閲覧。
13. ↑  “新約「巨人の星」花形 9”.   講談社. 2022年3月12日閲覧。
14. ↑  “新約「巨人の星」花形 10”.   講談社. 2022年3月12日閲覧。
15. ↑  “新約「巨人の星」花形 11”.   講談社. 2022年3月12日閲覧。
16. ↑  “新約「巨人の星」花形 12”.   講談社. 2022年3月12日閲覧。
17. ↑  “新約「巨人の星」花形 13”.   講談社. 2022年3月12日閲覧。
18. ↑  “新約「巨人の星」花形 14”.   講談社. 2022年3月12日閲覧。
19. ↑  “新約「巨人の星」花形 15”.   講談社. 2022年3月12日閲覧。
20. ↑  “新約「巨人の星」花形 16”.   講談社. 2022年3月12日閲覧。
21. ↑  “新約「巨人の星」花形 17”.   講談社. 2022年3月12日閲覧。
22. ↑  “新約「巨人の星」花形 18”.   講談社. 2022年3月12日閲覧。
23. ↑  “新約「巨人の星」花形 19”.   講談社. 2022年3月12日閲覧。
24. ↑  “新約「巨人の星」花形 20”.   講談社. 2022年3月12日閲覧。
25. ↑  “新約「巨人の星」花形 21”.   講談社. 2022年3月12日閲覧。
26. ↑  “新約「巨人の星」花形 22”.   講談社. 2022年3月12日閲覧。